# Megatheriidae
I megateriidi (Megatheriidae) sono una famiglia di bradipi preistorici, solitamente di dimensioni grandi o addirittura gigantesche. Vissero tra il Miocene inferiore (circa 20 milioni di anni fa) e il Pleistocene superiore (circa 10 000 anni fa), ed è possibile che alcune forme siano sopravvissute fino all'Olocene. I loro resti sono stati ritrovati in Nord e Sudamerica.

## Descrizione
Questi bradipi terricoli potevano raggiungere dimensioni enormi: la forma più grande, Megatherium, era lungo fino a sei metri. In questi animali la corporatura era simile a quella degli elefanti, ma gli arti erano molto più corti. Gli arti posteriori erano particolarmente corti e massicci, con grandi piedi plantigradi; il calcagno era molto allungato dietro l'astragalo, e i piedi erano insolitamente deformi a causa della torsione della pianta verso l'interno. Braccio ed avambraccio erano forniti di grande mobilità, e tutti e quattro gli arti erano forniti di grandi e forti artigli.
I megateriidi non possedevano denti anteriori: le ossa premascellari si prolungavano in avanti in un muso allungato e la mandibola aveva una forma a doccia. Questa struttura probabilmente ospitava una lunga lingua prensile.
I denti laterali erano grandi e a crescita continua, con una corona che si usurava formando creste trasversali: questa dentatura era tipica di una dieta a base di foglie. L'arcata zigomatica era prolungata verso il basso in un processo che forniva l'inserzione per muscoli masticatori molto sviluppati.

## Classificazione
I megateriidi appartengono al superordine degli xenartri, un gruppo di mammiferi evolutosi in Sudamerica in totale isolamento nel corso dell'era Cenozoica, attualmente rappresentato dai bradipi, dai formichieri e dagli armadilli. In particolare, le parentele più strette dei megateriidi sono state riscontrate con i bradipi. La morfologia di questi due gruppi è però notevolmente diversa.
I megateriidi si svilupparono in Sudamerica nel corso del Miocene inferiore, con forme relativamente piccole come Pelecyodon, Hyperleptus, Hapalops e Planops. In pochi milioni di anni questi animali svilupparono notevolmente corporatura e dimensioni (Promegatherium), fino ad arrivare, nel corso del Pliocene e del Pleistocene, a forme gigantesche, come il già citato Megatherium ed Eremotherium. Quest'ultimo genere si diffuse anche in Centro e Nordamerica. Una particolare sottofamiglia di megateriidi, i notroteriini (Nothrotheriinae), sviluppò forme di statura minore e di corporatura più snella (Nothrotherium, Nothrotheriops) e una forma in particolare (Thalassocnus) sviluppò notevoli adattamenti alla vita marina; queste ultime forme, tuttavia, sono spesso considerate una famiglia a sé stante (Nothrotheriidae). Con la fine del Pleistocene, come gran parte della megafauna americana, i megateriidi si estinsero.
Famiglia †MEGATHERIIDAE Gray, 1821
- Sottofamiglia †Megatheriinae
  - Tribù †Megatheriini
    - Sottotribù †Prepotheriina
      - †Proprepotherium
      - †Planops
      - †Prepotherium

    - Sottotribù †Megatheriina
      - †Megathericulus
      - †Promegatherium
      - †Plesiomegatherium
      - †Megatheridium
      - †Pyramiodontherium
      - †Megatherium
      - †Eremotherium
      - †Ocnopus
      - †Perezfontanatherium
- ? Sottofamiglia †Schismotheriinae
  - †Hapaloides
  - †Schismotherium
  - †Hapalops
  - †Pelecyodon
  - †Parapelecyodon
  - †Analcimorphus
  - †Hyperleptus
  - †Neohapalops
- ? Sottofamiglia †Thalassocninae[1]
  - Genus †Thalassocnus

## Stile di vita
All'inizio della loro evoluzione, forse questi animali adottavano uno stile di vita semi-arboricolo, grazie alla taglia modesta. Le forme successive erano invece pesanti camminatori, che vagavano lentamente per le pianure del Sudamerica nutrendosi del fogliame, grazie alla lunga lingua prensile. La mole e gli artigli dovevano da soli scoraggiare i predatori. È possibile che i megateriidi, inoltre, fossero parzialmente carnivori e si nutrissero di carogne.